# Roca Falconera
La Roca Falconera és una muntanya de 718 metres que es troba al municipi de Vilanova de Sau, a la comarca d'Osona.